# Potentilla sericea
Potentilla sericea är en rosväxtart som beskrevs av Carl von Linné. Potentilla sericea ingår i Fingerörtssläktet som ingår i familjen rosväxter. Utöver nominatformen finns också underarten P. s. polyschista.